# Luc Wirtgen
Luc Wirtgen (7 luglio 1998) è un ciclista su strada lussemburghese, che corre per la Tudor Pro Cycling Team; è professionista dal 2020.

## Biografia
È il fratello minore di Tom Wirtgen, anch'egli ciclista.

## Piazzamenti

### Classiche monumento
- Milano-Sanremo

2023: 82º
2024: ritirato
- Giro delle Fiandre

2020: 88º
2021: 68º
- Liegi-Bastogne-Liegi

2021: 46º
2022: 47º

### Competizioni mondiali
- Campionati del mondo

Richmond 2015 - In linea Junior: 46º
Doha 2016 - In linea Junior: 47º
Innsbruck 2018 - In linea Under-23: 81º
Yorkshire 2019 - In linea Under-23: 56º
Wollongong 2022 - In linea Elite: 95º
Zurigo 2024 - In linea Elite: ritirato

### Competizioni continentali
- Campionati europei

Tartu 2015 - In linea Junior: 43º
Plumelec 2016 - In linea Junior: 40º
Zlín 2018 - In linea Under-23: ritirato
Alkmaar 2019 - In linea Under-23: ritirato
Plouay 2020 - In linea Under-23: 32º
Trento 2021 - In linea Elite: ritirato